# Orijen
Orijen är ett märke av hund- och kattfoder som tillverkas i Alberta, Kanada.

## Historia
Orijen tillverkas av Champion Petfoods som grundades 1985. Företaget hävdar att deras foder, inklusive Orijen, kan köpas i över 60 länder. Företaget tror på att producera "biologiskt korrekt" hund- och kattfoder. Deras filosofi är att kosten hos hundar och katter bör utgöras på liknande sätt som deras kost i det vilda.

## Produktion
Produktionen avger en lukt som ofta täcker samhället och har genererat många klagomål som följd. Champion har vidtagit olika åtgärder för att rätta till problemet, inklusive en installation av ett plasmainsprutningssystem för 500 000 dollar som visade sig vara ineffektivt. Företaget har fått böter en gång på grund av problemet och haft en skatteförmån upphävd på grund av att de inte uppfyllt genomförandemålen. Nyare försök har skurit ned på lukten med 15-20%. 

## Varianter
- Puppy
- Puppy Large
- Adult Dog
- 6 Fish Dog
- Regional Red
- Senior Dog
- Cat & Kitten
- 6 Fish Cat